# Horus brevipes
Espèce
Horus brevipes est une espèce de pseudoscorpions de la famille des Olpiidae.

## Distribution
Cette espèce est endémique du KwaZulu-Natal en Afrique du Sud. Elle se rencontre vers Mkuze.

## Description
Le mâle mesure 2,5 mm et la femelle 3 mm.

## Publication originale
- Beier, 1964 : Weiteres zur Kenntnis der Pseudoscorpioniden-Fauna des südlichen Afrika. Annals of the Natal Museum, vol. 16, p. 30-90 (texte intégral).